# Franz Friedrich Kohl
Franz Friedrich Kohl, född den 13 januari 1851 i St. Valentin auf der Haide, död den 15 december 1924 i Traismauer, var en österrikisk entomolog.
Kohl var ursprungligen folkskollärare i Bozen och senare i Innsbruck. Han var därefter verksam vid entomologiavdelningen vid Naturhistorisches Museum i Wien. Kohl specialiserade sig på steklar, särskilt grävsteklar. Han är mest känd för sin monografi Die Crabronen der paläarktischen Region monographisch bearbeitet (1915).